# Filippo Melegoni
Filippo Melegoni (Bergamo, 18 februari 1999) is een Italiaans voetballer die bij voorkeur als defensieve middenvelder speelt. Hij stroomde in 2017 door vanuit de jeugd van Atalanta Bergamo.

## Clubcarrière
Melegoni werd geboren in Bergamo en sloot zich aan in de jeugdopleiding van Atalanta Bergamo. Op 22 januari 2017 debuteerde hij in de Serie A tegen Sampdoria. Opnieuw speelde hij de volledige wedstrijd. Tussen 2018 en 2020 werd hij twee seizoenen verhuurd aan Pescara. In 2020 werd Melegoni verhuurd aan Genoa.

## Interlandcarrière
Melengoni kwam reeds uit voor diverse Italiaanse nationale jeugdselecties. In 2020 debuteerde hij in Italië –21.